# 俄占日托米爾州
俄佔日托米爾是從2022年2月26日俄羅斯入侵烏克蘭的軍事佔領。州首府日托米尔从未被奪，只是機場遭到俄軍袭击，但俄軍仍占领了在靠近基辅州边界的科羅斯堅區西北部和中北部的小城镇。

## 佔領
2月26日，俄军从白俄羅斯的戈梅利州抵达日托米尔州，並占领了几个小定居点，包括佩爾紹特拉夫內韋。更多的部队随后抵达日托米尔州東部和北部，并占领了更多城鎮，包括切尔沃诺西尔卡。然而，佔領的最大面积也只为1421.16 平方公里（548.71平方英里）。
3月5日，俄罗斯军队控制了科切里夫和克維特內夫。
3月31日，乌克兰军队重新占领了謝列濟夫卡、科切里夫和克維特內夫，只留下佩爾紹特拉夫內韋跟其他小村庄在俄军控制下。
到4月2日，乌克兰官员声称已将该地区趕除了俄軍。日托米尔州州长维塔利·布涅奇科声称，俄军在城镇和家庭中留下了军事装备和地雷。
4月8日，俄政府因佔領基輔市失敗而決定從烏克蘭北方撤退，對日托米爾州的佔領也因此終止。

## 各城鎮的控制
| 区           | 城市         | 人口    | 實際統治 | 更多信息 |
| ------------ | ------------ | ------- | -------- | -------- |
| 日托米爾區   | 日托米爾     | 261,264 | 乌克兰   |          |
| 日托米爾區   | 科羅斯特希夫 | 24,129  | 乌克兰   |          |
| 日托米爾區   | 拉多梅什利   | 13,685  | 乌克兰   |          |
| 日托米爾區   | 丘德尼夫     | 5,357   | 乌克兰   |          |
| 別爾季切夫區 | 别尔季切夫   | 73,046  | 乌克兰   |          |
| 別爾季切夫區 | 安德鲁希夫卡 | 8,325   | 乌克兰   |          |
| 科羅斯堅區   | 科羅斯堅     | 61,496  | 乌克兰   |          |
| 科羅斯堅區   | 马林         | 25,172  | 乌克兰   |          |
| 科羅斯堅區   | 奧夫魯奇     | 15,250  | 乌克兰   |          |
| 科羅斯堅區   | 奥莱夫斯克   | 10,032  | 乌克兰   |          |
| 兹维亚赫尔区 | 兹维亚赫尔   | 55,086  | 乌克兰   |          |
| 兹维亚赫尔区 | 巴拉尼夫卡   | 11,161  | 乌克兰   |          |

## 俄占行政区划
国际社会大多数国家仍视俄占行政区划为乌克兰领土的一部分，参见俄罗斯联邦并吞克里米亚和2022年俄罗斯吞并乌克兰东南地区
- 克里米亚共和国
- 塞瓦斯托波尔
- 俄占卢甘斯克
- 俄占顿涅茨克
- 俄占扎波罗热
- 俄占赫尔松